# Landtagswahl in Hessen 1999
- SPD: 46
- Grüne: 8
- FDP: 6
- CDU: 50

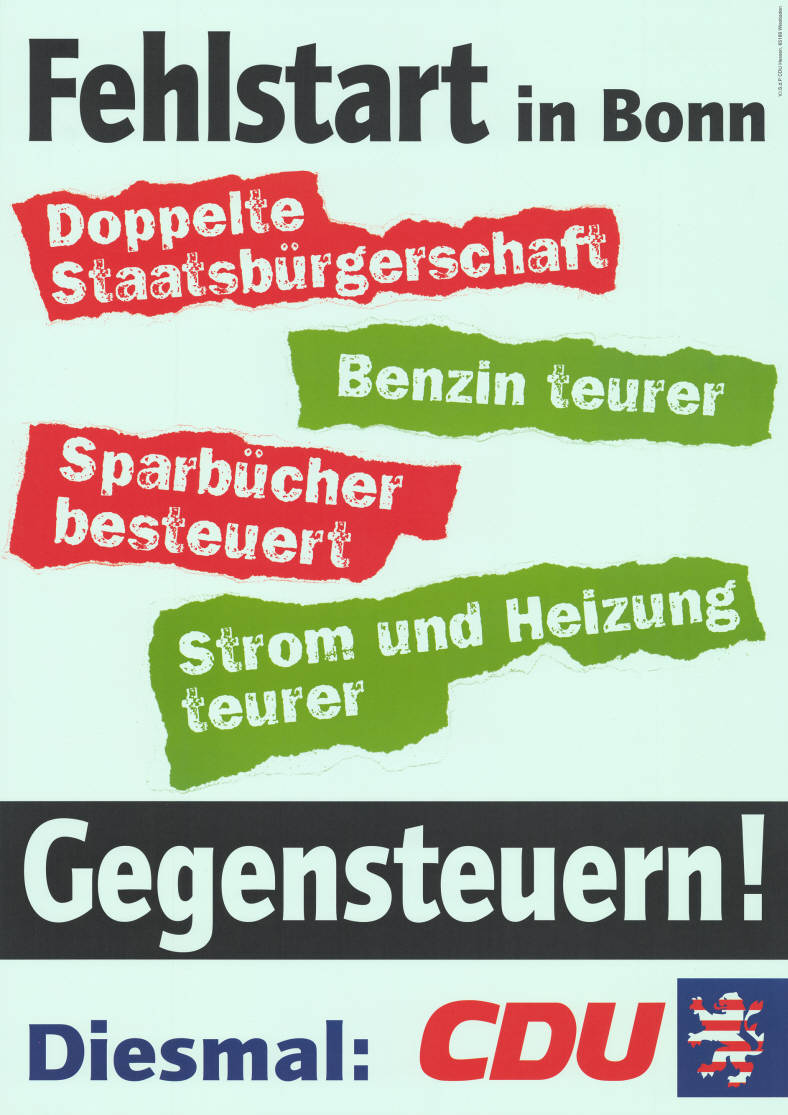
Wahlplakat der CDU

Die Wahlen zum 15. Hessischen Landtag fanden am 7. Februar 1999 statt. Obwohl die Forschungsinstitute einen Wahlsieg der rot-grünen Landesregierung sowie ein Hervorgehen der SPD als stärkste Partei vorhergesagt hatten, konnte die CDU mit 43,4 % deutlich zulegen und gegenüber 1995 den Vorsprung vor der SPD ausbauen. Während letztere leichte Stimmengewinne verbuchen konnte, führten die großen Stimmenverluste der GRÜNEN dazu, dass die bisherige Landesregierung ihre Mehrheit verlor. Die FDP kam mit 5,1 % knapp über die 5%-Hürde.
Nach der Wahl endete die Amtszeit des Kabinett Eichel II unter Ministerpräsident Hans Eichel; der CDU-Spitzenkandidat Roland Koch wurde Ministerpräsident und blieb es bis zum 31. August 2010 (Kabinette Koch I, II und III).

## Ausgangssituation
Nach der Landtagswahl am 5. März 1995 setzten SPD und Grüne ihre rot-grüne Koalition fort; Hans Eichel blieb Ministerpräsident. Die CDU mit ihrem Spitzenkandidaten, dem Bundesinnenminister Manfred Kanther, erhielt zwar 39 % der Stimmen und wurde stärkste Partei; SPD und Grüne erhielten zusammen aber mehr Stimmen und Landtagssitze als CDU und FDP.
Die Landtagswahl am 19. Februar 1995 brachte folgendes Ergebnis:
| Partei | Stimmanteil | Sitze |
| ------ | ----------- | ----- |
| CDU    | 39,2 %      | 45    |
| SPD    | 38,0 %      | 44    |
| GRÜNE  | 11,2 %      | 13    |
| FDP    | 7,4 %       | 8     |

## Umfragen vor der Wahl
Die Meinungsumfragen vor der Wahl sagten eine klare Bestätigung der rot-grünen Koalition voraus. Prognostiziert wurden Gewinne der SPD und leichte Verluste der CDU.
| Institut                | Datum      | CDU    | SPD  | FDP   | GRÜNE | Sonstige |
| ----------------------- | ---------- | ------ | ---- | ----- | ----- | -------- |
| Polis                   | 30.01.1999 | 36 %   | 41 % | 8 %   | 10 %  | 5 %      |
| Forschungsgruppe Wahlen | 29.01.1999 | 39 %   | 42 % | 5,5 % | 8,5 % | 5 %      |
| Infratest Dimap         | 28.01.1999 | 37,5 % | 42 % | 7 %   | 10 %  | 3,5 %    |
| Forsa                   | 20.01.1999 | 36 %   | 40 % | 7 %   | 11 %  | 6 %      |
| Infratest Dimap         | 14.01.1999 | 39 %   | 42 % | 6 %   | 9 %   | 4 %      |

## Spitzenkandidaten
Die SPD trat mit Ministerpräsident Hans Eichel als Spitzenkandidat an. Gegenkandidat der CDU war Fraktionschef Roland Koch.
Die PDS hatte sich entschieden, zur Wahl nicht anzutreten, und rief zur Wahl von Rot-Grün auf. Die Grünen gingen traditionell mit einer Doppelspitze in den Wahlkampf. Priska Hinz und Rupert von Plottnitz führten die Grünen-Liste an. Für die FDP fungierte Ruth Wagner als Spitzenkandidatin.

## Antretende Parteien und Kandidaten
Folgende Parteien standen landesweit zur Wahl:
1. CDU – Christlich Demokratische Union Deutschlands
2. SPD – Sozialdemokratische Partei Deutschlands
3. GRÜNE – BÜNDNIS 90/DIE GRÜNEN
4. F.D.P. – Freie Demokratische Partei
5. REP – DIE REPUBLIKANER
6. Die Tierschutzpartei – Mensch Umwelt Tierschutz
7. DIE FRAUEN – Feministische Partei DIE FRAUEN
8. PASS – Partei für Arbeit und Soziale Sicherheit/Partei der Arbeitslosen und Sozial Schwachen
9. DKP – Deutsche Kommunistische Partei
10. BüSo – Bürgerrechtsbewegung Solidarität
11. FWG – Freie Wähler Gemeinschaft — Wählergruppe Hessen
12. PBC – Partei Bibeltreuer Christen
13. DHP – Deutsche Heimat Partei… die National-Liberalen
14. NATURGESETZ – NATURGESETZ PARTEI, AUFBRUCH ZU NEUEM BEWUSSTSEIN
15. ödp – Ökologisch-Demokratische Partei
16. NPD – Nationaldemokratische Partei Deutschlands
17. BFB-Die Offensive – BUND FREIER BÜRGER — OFFENSIVE FÜR DEUTSCHLAND, Die Freiheitlichen

## Wahlkampf
Der Wahlkampf wurde insbesondere durch die Debatte um die CDU/CSU-Unterschriftenaktion gegen die Reform des deutschen Staatsbürgerschaftsrechts geprägt und damit durch bundespolitische Einflüsse überlagert (siehe hierzu: Wahlanalyse).
An landespolitischen Themen prangerte die CDU den Unterrichtsausfall an hessischen Schulen an und versprach die Einstellung von 3.000 neuen Lehren und eine Unterrichtsgarantie. Ein zweiter Themenschwerpunkt war die innere Sicherheit. Hier stand die von der Opposition als zu hoch bewertete Zahl der Gefängnisausbrüche im Mittelpunkt.

## Amtliches Endergebnis

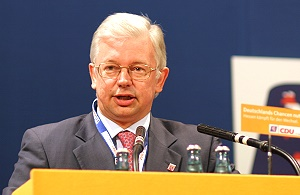
Seit 1999 Ministerpräsident: Roland Koch

Die Landtagswahl am 7. Februar 1999 brachte folgendes Ergebnis:
| Listen                       | Listen            | Wahlkreisstimmen | Wahlkreisstimmen | Wahlkreisstimmen | Wahlkreisstimmen | Landesstimmen | Landesstimmen | Landesstimmen | Landesstimmen | Mandate | Mandate |
| Listen                       | Listen            | Stimmen          | %                | +/-              | Mandate          | Stimmen       | %             | +/-           | Mandate       | Anzahl  | +/-     |
| ---------------------------- | ----------------- | ---------------- | ---------------- | ---------------- | ---------------- | ------------- | ------------- | ------------- | ------------- | ------- | ------- |
|                              | CDU               | 1.265.942        | 45,3             | +3,5             | 34               | 1.215.783     | 43,4          | +4,3          | 16            | 50      | +5      |
|                              | SPD               | 1.158.663        | 41,5             | +0,8             | 21               | 1.102.544     | 39,4          | +1,4          | 25            | 46      | +2      |
|                              | GRÜNE             | 168.325          | 6,0              | –3,6             | –                | 201.194       | 7,2           | –4,0          | 8             | 8       | –5      |
|                              | FDP               | 98.095           | 3,5              | –1,2             | –                | 142.845       | 5,1           | –2,4          | 6             | 6       | –2      |
|                              | REP               | 79.273           | 2,8              | +1,1             | –                | 75.114        | 2,7           | +0,7          | –             | –       | –       |
|                              | Tierschutz        | 2.056            | 0,1              | N/A              | –                | 12.856        | 0,5           | N/A           | –             | –       | –       |
|                              | BFB               | 8.760            | 0,3              | N/A              | –                | 10.811        | 0,4           | N/A           | –             | –       | –       |
|                              | FWG               | 405              | 0,0              | N/A              | –                | 10.057        | 0,4           | N/A           | –             | –       | –       |
|                              | DIE FRAUEN        | 1.745            | 0,1              | N/A              | –                | 6.691         | 0,2           | N/A           | –             | –       | –       |
|                              | NPD               | 2.231            | 0,1              | –0,3             | –                | 5.933         | 0,2           | –0,1          | –             | –       | –       |
|                              | PBC               | 2.164            | 0,1              | –0,1             | –                | 4.999         | 0,2           | –0,1          | –             | –       | –       |
|                              | DKP               | 1.181            | 0,0              | ±0,0             | –                | 3.881         | 0,1           | ±0,0          | –             | –       | –       |
|                              | NATURGESETZ       | 1.515            | 0,1              | –0,1             | –                | 2.499         | 0,1           | –0,1          | –             | –       | –       |
|                              | ödp               | 138              | 0,0              | –0,1             | –                | 2.053         | 0,1           | –0,1          | –             | –       | –       |
|                              | PASS              | 95               | 0,0              | ±0,0             | –                | 1.909         | 0,1           | N/A           | –             | –       | –       |
|                              | BüSo              | 627              | 0,0              | ±0,0             | –                | 612           | 0,0           | ±0,0          | –             | –       | –       |
|                              | DHP               | 91               | 0,0              | ±0,0             | –                | 591           | 0,0           | ±0,0          | –             | –       | –       |
|                              | Sonstige          | 540              | 0,0              | ±0,0             | –                | –             | –             | –             | –             | –       | –       |
| Gesamt                       | Gesamt            | 2.791.846        | 100              |                  | 55               | 2.800.372     | 100           |               | 55            | 110     | –       |
|                              |                   |                  |                  |                  |                  |               |               |               |               |         |         |
| Ungültige Stimmen            | Ungültige Stimmen | 53.740           | 1,9              | –0,8             |                  | 45.214        | 1,6           | –0,7          |               |         |         |
| Wähler                       | Wähler            | 2.845.586        | 66,4             | +0,2             |                  | 2.845.586     | 66,4          | +0,2          |               |         |         |
| Wahlberechtigte              | Wahlberechtigte   | 4.282.397        |                  |                  |                  | 4.282.397     |               |               |               |         |         |
|                              |                   |                  |                  |                  |                  |               |               |               |               |         |         |
| Quelle: Der Landeswahlleiter |                   |                  |                  |                  |                  |               |               |               |               |         |         |

Den nur leichten Gewinnen der SPD standen Zugewinne von 4,2 Prozentpunkten durch die CDU gegenüber. Damit erhielten CDU und FDP eine sehr knappe Mehrheit. Neuer Ministerpräsident wurde Roland Koch (CDU).

## Wahlprüfung
Das Wahlprüfungsgericht beim Hessischen Landtag entschied mit Urteil vom 1. Juli 1999 gegen die Einsprüche zur Wahl und erklärte die Wahl für gültig. Am 3. März 2000 beschloss das Wahlprüfungsgericht, das Wahlprüfungsverfahren wieder aufzunehmen (Hinweis: Das Wahlprüfungsgericht ist nicht, wie der Name vermuten lässt, ein unabhängiges Gericht, sondern ein politisches Gremium). Anlass war die CDU-Spendenaffäre. Aus den nicht deklarierten Geldern der CDU waren auch Teile des Wahlkampfes des CDU finanziert worden. Basis der Wiederaufnahme war die Regelung in Artikel 78 Absatz 2 der Hessischen Verfassung, der regelte, dass erhebliche gegen die guten Sitten verstoßende Handlungen, die das Wahlergebnis beeinflussen, die Wahl ungültig machen. Das Bundesverfassungsgericht stellte mit Urteil vom 8. Februar 2001 die Interpretation klar, worauf das Wahlprüfungsgericht das Verfahren einstellen musste. Der Staatsgerichtshof des Landes Hessen bestätigte die Rechtmäßigkeit dieser Einstellung mit Urteil vom 13. Februar 2002.

## Wahlanalyse
Das Ergebnis der Wahlen war nach Analysen von Infratest dimap primär auf bundespolitische Themen zurückzuführen. Infratest schreibt „Die Bevölkerung war mit der wirtschaftlichen Lage und ihrer eigenen finanziellen Situation überwiegend zufrieden, sie gab der SPD in der Regierung gute Noten und schrieb ihr in wichtigen Politikbereichen die größte Kompetenz zu.“
Gemäß der Wahltagsbefragung von Infratest war das Thema doppelte Staatsbürgerschaft wahlentscheidend: Fast jeder zweite CDU-Wähler und über 60 Prozent derjenigen, die von einer anderen Partei zur CDU gewechselt sind, gaben an, die Union aus diesem Grund gewählt zu haben, zumal die CDU ihre Unterschriftenaktion in der Wahlkampfzeit durchgeführt hatte.
Infratest stellte fest, dass die Wahl von dem bekannten Muster geprägt sei, dass die Regierungsparteien im Bund bei Landtagswahlen Niederlagen erlitten. Ungewöhnlich in Hessen war, dass es die jeweils kleinen Parteien Grüne und FDP gewesen seien, die Verluste hinnehmen mussten.

## Konsequenzen

### Hessen
Roland Koch wurde am 7. April 1999 erstmals zum Ministerpräsidenten von Hessen gewählt. Er stand einer schwarz-gelben Regierung vor (Kabinett Koch I). Die neugebildete CDU-FDP-Regierung setzte insbesondere in der Schulpolitik (Einstellung von 3000 Lehrern im Rahmen der Unterrichtsgarantie), Verkehrspolitik (Staufreies Hessen) und Innenpolitik (verschärfter Strafvollzug, Verstärkung der Polizei) neue Akzente in der hessischen Innenpolitik.

### Über Hessen hinaus
Das Wahlergebnis wurde allgemein als Denkzettel für die Bundesregierung Schröder interpretiert. Vor allem der Versuch der Bundesregierung, die doppelte Staatsangehörigkeit einzuführen, wurde als Ursache für den Wechsel in Hessen bewertet. Die rot-grüne Bundesregierung musste auf die Durchsetzung ihres Vorhabens verzichten und verabschiedete eine deutlich abgeschwächte Version (das sogenannte Optionsmodell).
Als direkte Folge der Wahlergebnisse in Hessen trat Hans Eichel am 12. April die Nachfolge des im März zurückgetretenen Oskar Lafontaine als Finanzminister in der Bundesregierung mit Gerhard Schröder als Kanzler an.
Mit der Wahl in Hessen änderten sich die Mehrheitsverhältnisse im Bundesrat. Dort haben die Länder 69 Stimmen. Vor der Wahl waren die Länder mit SPD-Alleinregierung (13 Stimmen) und Rot-Grün (18 Stimmen) zwar in der Minderheit, gemeinsam mit den SPD/PDS-regierten Bundesländern (7 Stimmen) verfügten die Parteien der Bundesregierung jedoch über eine Mehrheit. Dieser standen 21 Stimmen der von der Opposition regierten Länder gegenüber. 12 Stimmen entfielen auf Koalitionen zwischen FDP bzw. CDU und SPD. Nach der Wahl wechselten Hessens fünf Stimmen ins Lager der Opposition. Ohne die Zustimmung mindestens eines Bundeslandes mit FDP- oder CDU-Regierungsbeteiligung war keine Mehrheit im Bundesrat mehr möglich.